# 金腹雙鋸魚
金腹雙鋸魚，為輻鰭魚綱鱸形目隆頭魚亞目雀鯛科的其中一種。

## 分布
本魚分布於模里西斯及留尼旺。

## 深度
水深2至40公尺。

## 特徵
本魚體側扁，口小。體色為深褐色，唯下頷、腹部、胸鰭及腹鰭為金黃色，體具3條白色橫帶，一條在眼後，一條在背鰭基部，一條在尾柄處，背鰭硬棘10枚；軟條16至17枚；臀鰭硬棘2枚；軟條13至14枚。體長可達15公分。

## 生態
本魚棲息在珊瑚礁區或潟湖，與海葵共生，有嚴格的統治階級，最大且最具攻擊性的魚是雌魚，位於頂部，一群中只有兩隻一雄一雌，透過體外受精進行繁殖，該物種是連續雌雄同體，首先發育成雄魚，成熟後變成雌魚，具領域性，屬雜食性，以藻類及小型無脊椎動物為食。

## 經濟利用
為觀賞性魚類。

## 相似種

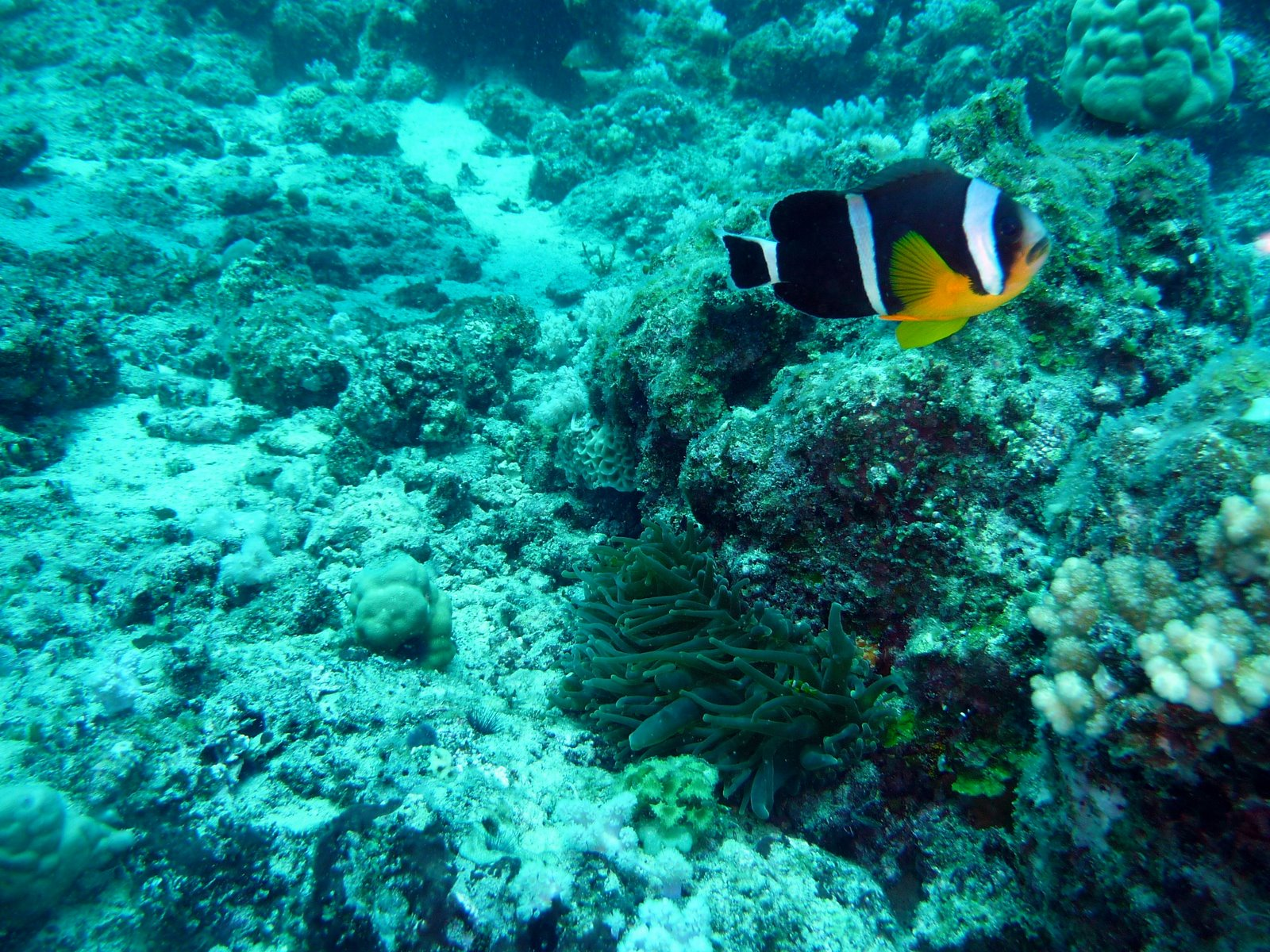
金腹雙鋸魚(A. chrysogaster)
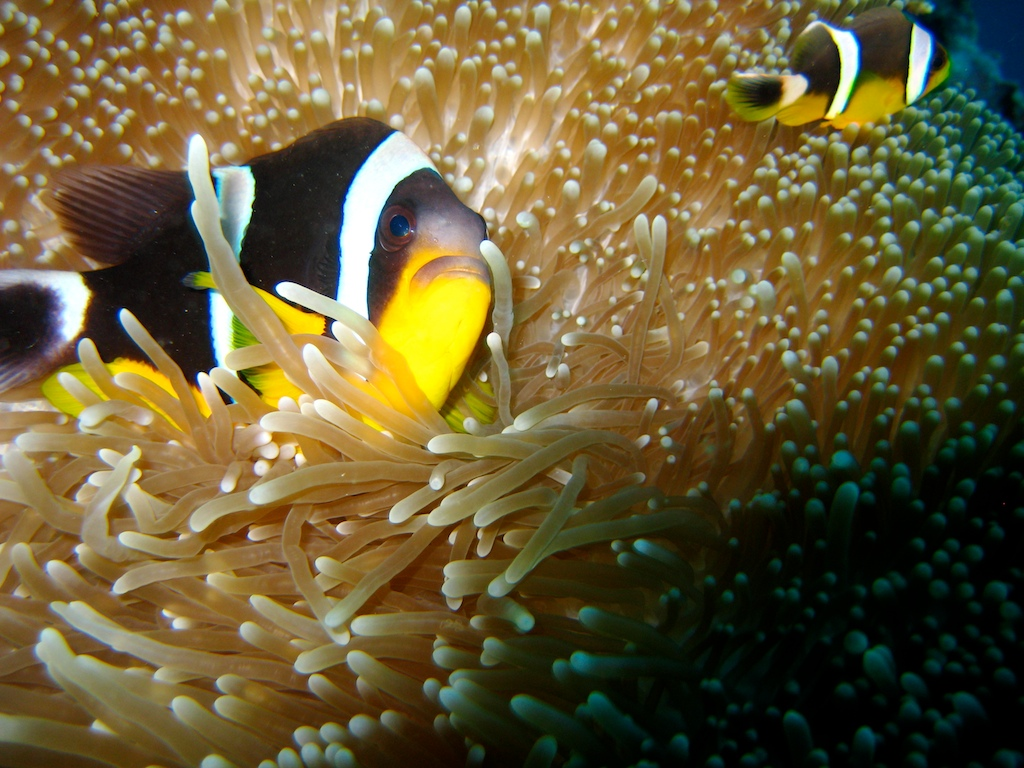
棕尾雙鋸魚(A. fuscocaudatus)